# Saint-Jean-d'Ardières
Saint-Jean-d'Ardières foi uma comuna francesa na região administrativa de Auvérnia-Ródano-Alpes, no departamento de Ródano. Estendia-se por uma área de 12,44 km². Em 2010 a comuna tinha 3 347 habitantes (densidade: 269,1 hab./km²).
Em 1 de janeiro de 2019, passou a formar parte da nova comuna de Belleville-en-Beaujolais.